# Jakub Kijowski
Jakub Kijowski (ur. 13 września 1979) – polski operator filmowy. Laureat nagrody za zdjęcia na Festiwalu Polskich Filmów Fabularnych w Gdyni.

## Życiorys
Syn Janusza Kijowskiego, brat Julii Kijowskiej. Absolwent Wydziału Operatorskiego Państwowej Wyższej Szkoły Filmowej, Telewizyjnej i Teatralnej w Łodzi (2009). Członek Stowarzyszenia Autorów Zdjęć Filmowych.

## Wybrana filmografia
jako autor zdjęć:
- Sekret (2012)
- Płynące wieżowce (2013)
- Córki dancingu (2015)
- Fuga (2018)

## Wybrane nagrody i nominacje
- 2012: Nagroda im. Andrzeja Munka za zdjęcia do filmu Sekret
- 2018: Nagroda za zdjęcia do filmu Fuga na Festiwalu Polskich Filmów Fabularnych w Gdyni
- 2019: nominacja do Polskiej Nagrody Filmowej „Orzeł” za zdjęcia do filmu Fuga
- 2019: Złota Żaba na Międzynarodowym Festiwalu Sztuki Autorów Zdjęć Filmowych „Camerimage” w Toruniu za najlepszy dokument fabularyzowany za Marek Edelman ...i była miłość w getcie (otrzymana razem z reżyserką Jolantą Dylewską)